# Крвава бајка (филм)
Крвава бајка је југословенски филм из 1969. године. Режирао га је Бранимир Тори Јанковић, који је написао и сценарио.